# Route nationale 22 (Burkina Faso)
Pour les articles homonymes, voir Route nationale 22.
La route nationale 22 (RN 22) est une route du Burkina Faso allant de Ouagadougou à Djibo puis à Diguel dernière commune avant la frontière malienne. Sa longueur est d'environ 280 km dont environ 200 km bitumés à la fin de l'année 2020.

## Historique
Le tronçon de 96 km entre Kongoussi et Djibo est en cours de bitumage à partir de mars 2018 tandis que le tronçon de 110 km entre Ouagadougou et Kongoussi l'est depuis 2006 et est de nouveau en réfection à partir de mars 2020 grâce au financement de l'État burkinabè et la Banque ouest africaine de développement (BOAD) pour un montant de 10,5 milliards de FCFA (environ  16 millions d'euros).

## Tracé
- Ouagadougou
  - Kamboincé
  - Katabtenga
  - Pagatenga
  - Dapélogo
  - Soglozi
  - Ourgou
  - Malou
  - Yilou
  - Sabcé
  - Boussouma
- Kongoussi
  - Tamponga
  - Boulounga
  - Bourzanga
  - Mentao
- Djibo
  - Diguel
- Frontière malienne